# Fußball-Oberliga Baden-Württemberg 2019/20
Die Saison 2019/20 der Oberliga Baden-Württemberg war die 42. Spielzeit der Fußball-Oberliga Baden-Württemberg und die zwölfte als fünfthöchste Spielklasse in Deutschland. Sie wurde am 3. August 2019 eröffnet. Vom 8. Dezember 2019 bis zum 15. Februar 2020 wurde die Spielzeit durch die Winterpause unterbrochen, am 13. März erneut aufgrund der COVID-19-Pandemie, welche letztendlich auch für den Abbruch am 20. Juni führte.

## Auswirkungen der COVID-19-Pandemie
Der Württembergische Fußballverband gab am 13. März 2020 bekannt, den Spielbetrieb in der Oberliga Baden-Württemberg zunächst bis einschließlich 31. März 2020 auszusetzen. Im Anschluss teilte der DFB die geschlossene Entscheidung der 21 Landesverbände mit, den Spielbetrieb ab der Regionalliga abwärts bis auf Weiteres auszusetzen.
Die Spielkommission und die Gesellschafterversammlung der Regionalliga Südwest räumten nach einer Entscheidung vom 26. Mai 2020 dem VfB Stuttgart II (quotientenstärkster, aufstiegsberechtigter Teilnehmer der Liga) das Aufstiegsrecht ein. Die Meldung des Trägers der Oberliga Baden-Württemberg stand aber noch aus. Abschließende Beschlüsse wurden auf einem außerordentlichen Verbandstag am 20. Juni getroffen. Aufgrund der unterschiedlichen Anzahl an absolvierten Spiele wurde auf Basis der Quotientenregel (erzielte Punkte geteilt durch absolvierte Spiele) eine Abschlusstabelle errechnet. Der VfB Stuttgart II wurde final für die kommende Saison der Regionalliga Südwest gemeldet, durch den Wegfall der Aufstiegsrelegation wurden die jeweils zweitbesten aufstiegsberechtigten Mannschaften der drei Oberligen in ihren Leistungen gegenübergestellt. Der 1. Göppinger SV unterlag in diesem Vergleich dem KSV Hessen Kassel aus der Hessenliga. Es gab keine sportlichen Absteiger.

## Teilnehmer
Für die Spielzeit 2019/20 hatten sich folgende Vereine sportlich qualifiziert:
- der Absteiger aus der Regionalliga Südwest 2018/19:
  - VfB Stuttgart II
- der unterlegene Teilnehmer an den Relegationsspielen um den Aufstieg in die Regionalliga Südwest:
  - Stuttgarter Kickers
- die verbleibenden Mannschaften aus der Oberliga Baden-Württemberg 2018/19:
  - FSV 08 Bissingen
  - FC Nöttingen
  - 1. Göppinger SV
  - FV Ravensburg
  - SGV Freiberg
  - FC 08 Villingen
  - SSV Reutlingen 05
  - Neckarsulmer Sport-Union
  - 1. CfR Pforzheim
  - SV Linx
  - TSV Ilshofen
  - SV Oberachern
- der Aufsteiger aus der Verbandsliga Baden 2018/19:
  - SV Sandhausen II
- der Aufsteiger aus der Verbandsliga Südbaden 2018/19:
  - 1. FC Rielasingen-Arlen
- der Aufsteiger aus der Verbandsliga Württemberg 2018/19:
  - Sportfreunde Dorfmerkingen
- der Gewinner der Aufstiegsspiele der Vizemeister der Verbandsligen Baden, Südbaden und Württemberg:
  - Freiburger FC

### Abschlusstabelle
Tabelle zum Zeitpunkt des Abbruchs
| Pl.             | Verein                         | Sp. | S  | U | N  | Tore    | Diff. | Punkte |
| --------------- | ------------------------------ | --- | -- | - | -- | ------- | ----- | ------ |
| 1.              | VfB Stuttgart II U23 (A)       | 21  | 12 | 5 | 4  | 062:240 | +38   | 41     |
| 2.              | 1. Göppinger SV                | 21  | 12 | 2 | 7  | 037:230 | +14   | 38     |
| 3.              | Stuttgarter Kickers            | 20  | 10 | 5 | 5  | 041:230 | +18   | 35     |
| 4.              | FV Ravensburg                  | 21  | 10 | 4 | 7  | 042:350 | +7    | 34     |
| 5.              | SV Oberachern                  | 21  | 8  | 8 | 5  | 036:300 | +6    | 32     |
| 6.              | FC 08 Villingen                | 20  | 8  | 7 | 5  | 025:230 | +2    | 31     |
| 7.              | FSV 08 Bissingen               | 20  | 8  | 6 | 6  | 041:380 | +3    | 30     |
| 8.              | Freiburger FC (N)              | 20  | 8  | 6 | 6  | 027:250 | +2    | 30     |
| 9.              | Sportfreunde Dorfmerkingen (N) | 20  | 7  | 6 | 7  | 031:340 | −3    | 27     |
| 10.             | SV Linx                        | 21  | 7  | 6 | 8  | 035:430 | −8    | 27     |
| 11.             | 1. FC Rielasingen-Arlen (N)    | 21  | 8  | 3 | 10 | 034:420 | −8    | 27     |
| 12.             | FC Nöttingen                   | 21  | 8  | 3 | 10 | 034:440 | −10   | 27     |
| 13.             | Neckarsulmer Sport-Union       | 21  | 7  | 5 | 9  | 020:260 | −6    | 26     |
| 14.             | 1. CfR Pforzheim               | 20  | 6  | 7 | 7  | 023:180 | +5    | 25     |
| 15.             | SSV Reutlingen 05              | 20  | 7  | 4 | 9  | 030:320 | −2    | 25     |
| 16.             | SGV Freiberg                   | 21  | 7  | 4 | 10 | 034:540 | −20   | 25     |
| 17.             | TSV Ilshofen                   | 21  | 5  | 4 | 12 | 029:450 | −16   | 19     |
| 18.             | SV Sandhausen II U23 (N)       | 20  | 3  | 3 | 14 | 019:410 | −22   | 12     |
| Stand: Endstand |                                |     |    |   |    |         |       |        |

| (A) | Absteiger aus der Regionalliga Südwest 2018/19 |
| (N) | Aufsteiger aus den Verbandsligen 2018/19       |

Tabelle nach Quotientenregelung
| Pl. | Verein                     | Spiele | Punkte | Ø Punkte |
| --- | -------------------------- | ------ | ------ | -------- |
| 01. | VfB Stuttgart II U23       | 21     | 41     | 1,95     |
| 02. | 1. Göppinger SV            | 21     | 38     | 1,81     |
| 03. | Stuttgarter Kickers        | 20     | 35     | 1,75     |
| 04. | FV Ravensburg              | 21     | 34     | 1,62     |
| 05. | FC 08 Villingen            | 20     | 31     | 1,55     |
| 06. | SV Oberachern              | 21     | 32     | 1,52     |
| 07. | FSV 08 Bissingen           | 20     | 30     | 1,50     |
| 07. | Freiburger FC              | 20     | 30     | 1,50     |
| 09. | Sportfreunde Dorfmerkingen | 20     | 27     | 1,35     |
| 10. | SV Linx                    | 21     | 27     | 1,29     |
| 10. | 1. FC Rielasingen-Arlen    | 21     | 27     | 1,29     |
| 10. | FC Nöttingen               | 21     | 27     | 1,29     |
| 13. | 1. CfR Pforzheim           | 20     | 25     | 1,25     |
| 13. | SSV Reutlingen 05          | 20     | 25     | 1,25     |
| 15. | Neckarsulmer Sport-Union   | 21     | 26     | 1,24     |
| 16. | SGV Freiberg               | 21     | 25     | 1,19     |
| 17. | TSV Ilshofen               | 21     | 19     | 0,90     |
| 18. | SV Sandhausen II U23       | 20     | 12     | 0,60     |

### Kreuztabelle
Die Kreuztabelle stellt die Ergebnisse aller Spiele dieser Saison dar. Die Heimmannschaft ist in der linken Spalte, die Gastmannschaft in der oberen Zeile aufgelistet.
| 2019/20                    | VfB Stuttgart II | Stuttgarter Kickers | FSV 08 Bissingen | FC Nöttingen | 1. Göppinger SV | FV Ravensburg | SGV Freiberg | FC 08 Villingen | SSV Reutlingen 05 | Neckarsulmer Sport-Union | 1. CfR Pforzheim | SV Linx | TSV Ilshofen | SV Oberachern | SV Sandhausen II | 1. FC Rielasingen-Arlen | Sportfreunde Dorfmerkingen | Freiburger FC |
| -------------------------- | ---------------- | ------------------- | ---------------- | ------------ | --------------- | ------------- | ------------ | --------------- | ----------------- | ------------------------ | ---------------- | ------- | ------------ | ------------- | ---------------- | ----------------------- | -------------------------- | ------------- |
| VfB Stuttgart II           |                  | –                   | 2:2              | 0:1          | –               | 3:2           | –            | 0:0             | –                 | –                        | 2:0              | 6:0     | 7:3          | 3:1           | –                | 7:1                     | 5:0                        | –             |
| Stuttgarter Kickers        | 3:0              |                     | –                | 1:3          | 2:0             | 3:0           | –            | –               | –                 | 3:0                      | –                | –       | 2:2          | –             | 1:0              | 1:0                     | 5:1                        | 0:0           |
| FSV 08 Bissingen           | –                | 3:2                 |                  | –            | 3:0             | 0:4           | 2:3          | 3:3             | 0:3               | –                        | 1:0              | 3:3     | –            | 5:3           | 1:1              | –                       | 1:2                        | –             |
| FC Nöttingen               | 1:6              | –                   | 2:2              |              | 0:1             | 1:3           | –            | 3:1             | 3:1               | 0:2                      | 0:3              | 2:2     | –            | 2:3           | –                | –                       | 3:3                        | –             |
| 1. Göppinger SV            | 2:0              | –                   | –                | –            |                 | 0:1           | –            | 3:1             | 4:0               | 1:2                      | 2:1              | 1:3     | 4:1          | –             | 2:1              | 2:1                     | –                          | 0:2           |
| FV Ravensburg              | –                | 0:3                 | –                | 6:1          | –               |               | 7:3          | 1:1             | 2:0               | –                        | –                | 3:2     | –            | 1:1           | 1:4              | –                       | 3:1                        | 2:2           |
| SGV Freiberg               | 2:6              | 1:3                 | –                | 1:0          | 0:5             | 4:1           |              | –               | –                 | 1:1                      | –                | 1:2     | 2:2          | –             | 5:1              | 0:5                     | –                          | 2:2           |
| FC 08 Villingen            | 1:1              | 2:1                 | –                | –            | 0:2             | –             | 3:0          |                 | –                 | 2:0                      | –                | –       | –            | 0:1           | 2:1              | 1:1                     | –                          | 1:0           |
| SSV Reutlingen 05          | 1:1              | 2:2                 | –                | –            | –               | –             | 7:0          | 3:0             |                   | 2:1                      | –                | –       | 2:0          | 2:2           | 3:1              | 0:3                     | 0:2                        | –             |
| Neckarsulmer Sport-Union   | 2:1              | –                   | 1:2              | 2:0          | –               | 1:2           | 0:0          | –               | –                 |                          | 1:1              | –       | 0:3          | 1:0           | –                | 4:0                     | 1:0                        | –             |
| 1. CfR Pforzheim           | –                | 1:0                 | 3:1              | –            | 0:0             | 0:0           | 1:0          | 0:1             | 1:2               | –                        |                  | 2:3     | –            | 1:1           | –                | –                       | –                          | 2:1           |
| SV Linx                    | –                | 1:4                 | –                | 3:1          | –               | –             | 2:4          | 1:3             | 3:0               | 0:0                      | –                |         | 3:0          | 1:1           | 1:1              | –                       | –                          | 1:2           |
| TSV Ilshofen               | 0:5              | –                   | 1:3              | 1:3          | –               | 0:2           | –            | 0:1             | 0:0               | –                        | 0:0              | 4:1     |              | –             | –                | 2:0                     | 0:3                        | –             |
| SV Oberachern              | 1:3              | 4:4                 | –                | –            | 1:1             | –             | 0:1          | –               | 2:1               | 1:0                      | –                | 0:0     | 3:2          |               | 3:1              | 1:1                     | –                          | 3:0           |
| SV Sandhausen II           | 0:3              | 2:0                 | 0:4              | 1:3          | 0:3             | –             | –            | –               | –                 | 3:0                      | 0:0              | –       | 1:3          | –             |                  | 0:2                     | 1:3                        | 0:1           |
| 1. FC Rielasingen-Arlen    | –                | –                   | 1:3              | 2:3          | 3:1             | 3:1           | –            | 1:1             | 2:0               | 1:1                      | 0:6              | 2:3     | 2:1          | –             | –                |                         | 0:3                        | –             |
| Sportfreunde Dorfmerkingen | –                | –                   | 1:1              | –            | 1:3             | 2:0           | 2:3          | 1:1             | 3:1               | 1:1                      | –                | 3:0     | –            | 0:4           | –                | –                       |                            | –             |
| Freiburger FC              | 1:1              | 1:1                 | 3:1              | 0:2          | –               | –             | 2:1          | –               | –                 | 3:0                      | 2:0              | –       | 1:4          | –             | –                | 2:4                     | 0:0                        |               |
| Stand: Endstand            |                  |                     |                  |              |                 |               |              |                 |                   |                          |                  |         |              |               |                  |                         |                            |               |

## Stadien

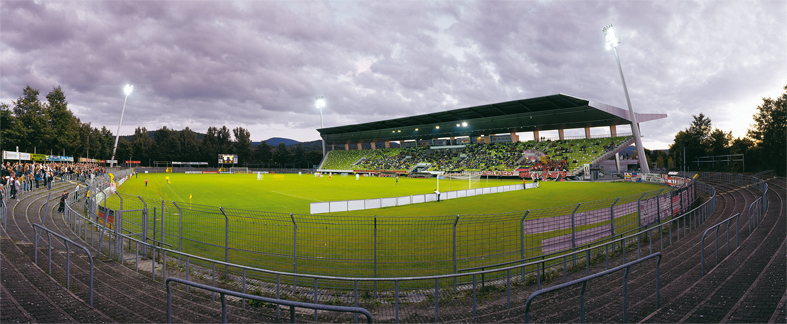
Innenraum des Reutlinger Stadions an der Kreuzeiche

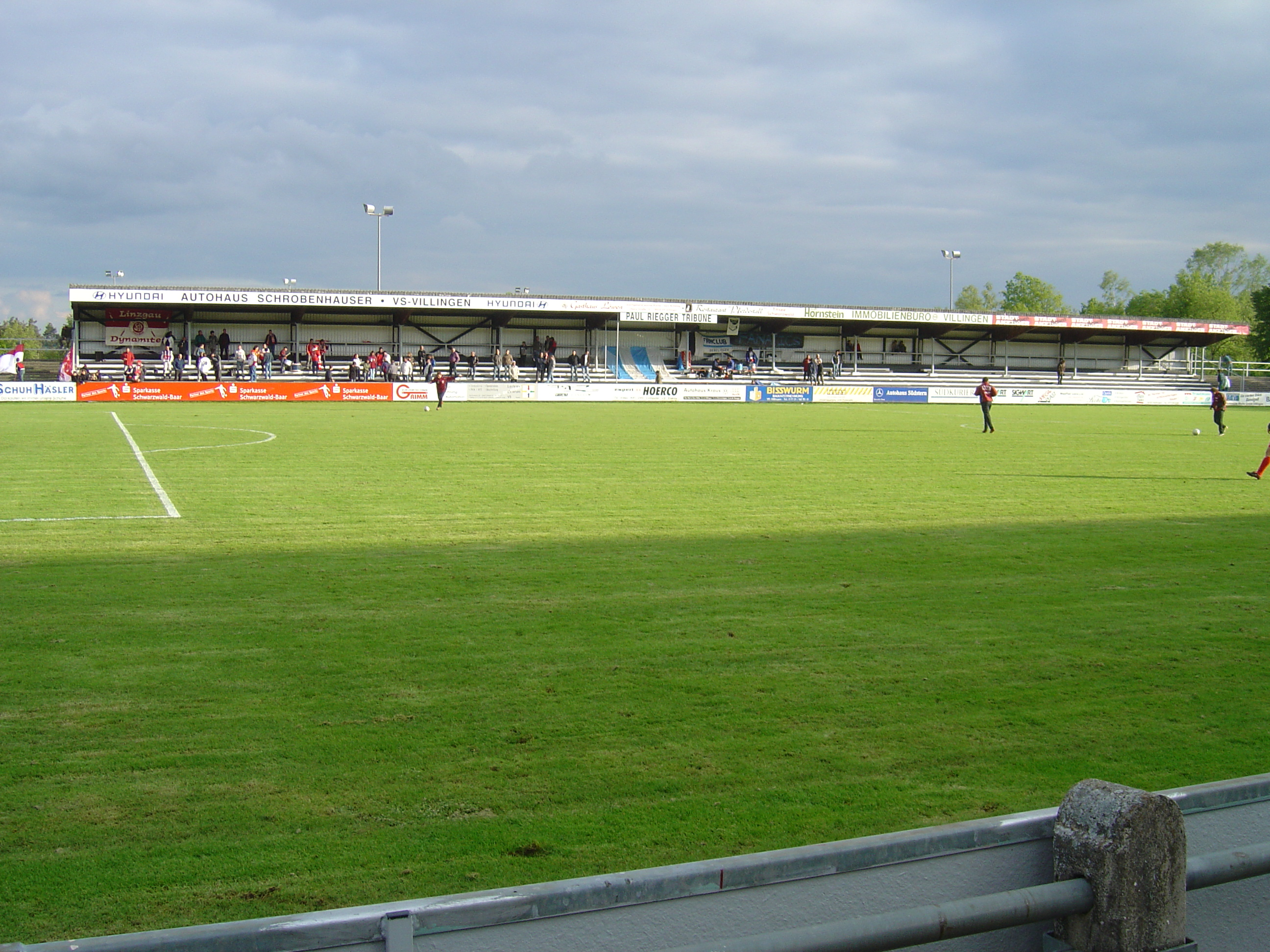
Paul-Rieger-Tribüne in Villingen

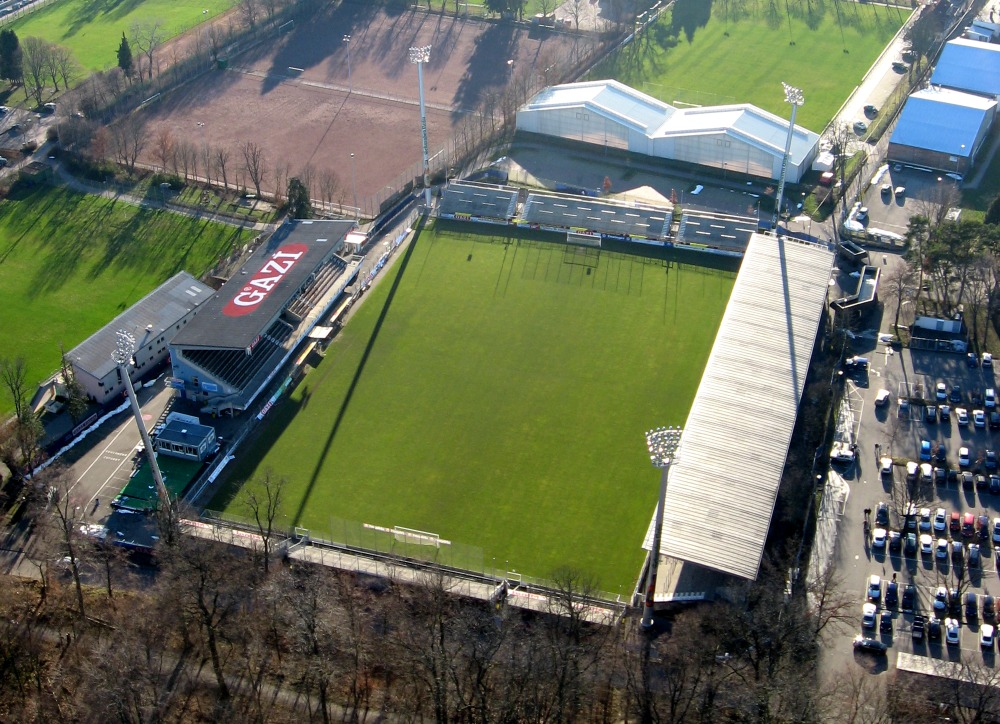
Stuttgarter Waldaustadion von oben

| Name                         | Stadt                  | Verein                     | Kapazität |
| ---------------------------- | ---------------------- | -------------------------- | --------- |
| Stadion an der Kreuzeiche    | Reutlingen             | SSV Reutlingen 05          | 15.228    |
| Gazi-Stadion auf der Waldau  | Stuttgart              | Stuttgarter Kickers        | 11.410    |
| Holzhofstadion               | Pforzheim              | 1. CfR Pforzheim           | 10.000    |
| MS-Technologie-Arena         | Villingen              | FC 08 Villingen            | 08.000    |
| Cteam arena                  | Ravensburg             | FV Ravensburg              | 07.000    |
| Sportzentrum Pichterich      | Neckarsulm             | Neckarsulmer Sport-Union   | 06.000    |
| Walter-Reinhard-Stadion      | Sandhausen             | SV Sandhausen II           | 05.000    |
| Robert-Schlienz-Stadion      | Stuttgart              | VfB Stuttgart II           | 05.000    |
| Sportanlage Felsenstraße     | Dorfmerkingen          | Sportfreunde Dorfmerkingen | 05.000    |
| Stadion Hohenstaufenstraße   | Göppingen              | 1. Göppinger SV            | 04.500    |
| Wasenstadion                 | Freiberg               | SGV Freiberg               | 04.500    |
| Kleiner Arena                | Nöttingen              | FC Nöttingen               | 03.800    |
| B+S Stadion                  | Ilshofen               | TSV Ilshofen               | 03.500    |
| Sportgelände am Bruchwald    | Bietigheim-Bissingen   | FSV 08 Bissingen           | 03.000    |
| Hans-Weber-Stadion           | Rheinau-Linx           | SV Linx                    | 03.000    |
| Stadion im Dietenbach        | Freiburg               | Freiburger FC              | 03.000    |
| Waldsportplatz               | Achern-Oberachern      | SV Oberachern              | 01.500    |
| Sportanlage an den Talwiesen | Rielasingen-Worblingen | 1. FC Rielasingen-Arlen    | 01.500    |